# Ganale Doria
Ganale Doria rijeka je na jugoistoku Etiopije, jedna od najvećih pritoka rijeke Jube.
Rijeku je tako nazvao talijanski istraživač Vittorio Bottego u čast Giacoma Doria, tadašnjeg predsjednika Kraljevskog geografskog društva (Reale Società geográfica).

## Zemljopis
Rijeka nastaje spajanjem dviju rječica: Ganale Gudo i Ganale Gambelo koje izviru na padinama gorja Gurumba istočno od grada Aleta Vendo u regiji Južnih naroda, narodnosti i etničkih grupa. Potom rijeka teče u pravcu jugoistoka do svog uvira u rijeku Davu, rijeka tada prelazi granicu sa Somalijom i od tu pa nadalje zove se Jubom.
Najveći su pritoci rijeke: Velmel, Vedžib, Dumale, Doja, Havas i Hambala. Na srednjem dijelu toka rijeke nalaze se slapovi Del Verme, najveća atrakcija rijeke.
Središnja statistička agencija Etiopije- CSA procjenjuje da rijeka Ganale Doria može navodnjavati 1070 km² i da ima potencijal za proizvodnju 9270 gigavat/sati električne energije.
Rijeka Ganale Doria u povijesti je bila granica pokrajina Sidamo i Bale. Ušće Ganale Doria u Davu točka je od kuda polazi granica između Etiopije i Kenije prema zapadu te granica između Etiopije i Somalije na istoku. Rijeka je bila poprište povijesne bitke kod Ganale Dorije za vrijeme Drugog talijansko-abesinskog rata 1936. godine.

## Vanjske poveznice
|  | Zajednički poslužitelj ima još gradiva o temi Ganale Doria |